# Safir
Safir (do hebreu šāpîr, "belo, justo") é uma região ou cidade contra a qual Miqueias (Miqueias 1:10-15) profetizou. Por ter sido mencionada junto a Gate, é provável que estivesse situada na Palestina, no sítio de Tel Essauafir, a seis quilômetros a sudeste de Asdode. Outros autores sugeriram que pudesse estar na Judeia e propuseram associá-la com Quirbete Elcom, a 11 quilômetros de Hebrom, que está no chamado Uádi Essafar, uma possível reminiscência do nome bíblico.